# Ciruelos (kommunhuvudort)
Ciruelos är en kommunhuvudort i Spanien.   Den ligger i provinsen Toledo och regionen Kastilien-La Mancha, i den centrala delen av landet, 50 km söder om huvudstaden Madrid. Ciruelos ligger 706 meter över havet och antalet invånare är 412.
Terrängen runt Ciruelos är platt åt nordost, men åt sydväst är den kuperad. Ciruelos ligger uppe på en höjd. Runt Ciruelos är det glesbefolkat, med 19 invånare per kvadratkilometer. Närmaste större samhälle är Aranjuez, 10,3 km norr om Ciruelos. Trakten runt Ciruelos består till största delen av jordbruksmark.